# Mylothris sjoestedti
Mylothris sjoestedti är en fjärilsart som beskrevs av Aurivillius 1895. Mylothris sjoestedti ingår i släktet Mylothris och familjen vitfjärilar.
Artens utbredningsområde är Tanzania. Inga underarter finns listade i Catalogue of Life.